# Kursaal-Casino

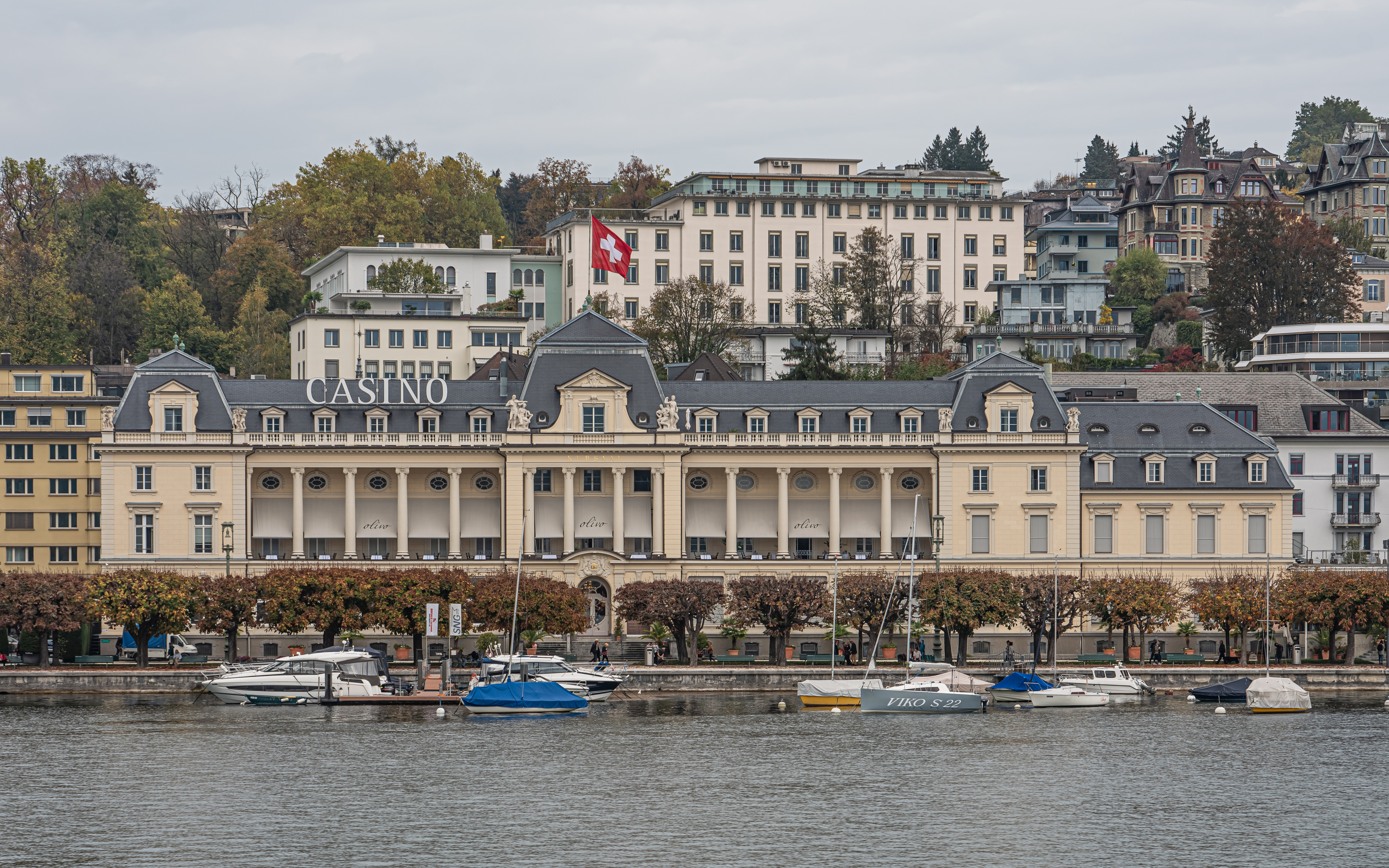
Kursaal-Casino

Das Gebäude Kursaal-Casino steht in der Schweizer Stadt Luzern. Es liegt zwischen dem Grand Hotel National und dem Palace Luzern am Nationalquai und bildet einen wichtigen Teil der Uferbebauung am Vierwaldstättersee.

## Gebäude und Geschichte
1882 wurde das Palastgebäude im neobarocken Stil durch eine Pariser Gesellschaft erbaut. 1910 fand ein umfassender Umbau statt. Auf der Liste der Kulturgüter in Luzern ist das Gebäude als regional bedeutend aufgeführt.

## Nutzung
Ursprünglich als Kursaal erbaut, befindet sich seit 2002 das Grand Casino Luzern im Gebäude. Dazu gehören das Gault-Millau-Restaurant «Olivo» (im ehemaligen Speisesaal), eine grosse Sommerterrasse, zwei Bars im Spielbereich und das «Casineum» (ein Veranstaltungslokal im ehemaligen Theatersaal). Auch das Lucerne Blues Festival findet in den Räumlichkeiten des Gebäudes statt.